# Kadabra
Kadabra is een Pokémon van de eerste generatie. Hij is een psychisch type. Kadabra is aanzienlijk sterker dan Abra op het gebied van aanvallen. Op level 16 evolueert Abra naar Kadabra. Omdat Kadabra evolueert door hem te ruilen, ontvangt de ander in het videospel geen Kadabra, maar een Alakazam.
In de Pokémon-tekenfilmreeks komt Kadabra voor in de afleveringen Abra and the psychic showdown en Haunter vs Kadabra, als Pokémon van gymleader Sabrina. 